# Uszui Reiki Rjóhó Gakkai
Az Uszui Reiki Rjóhó Gakkai egy zárt, kizárólag meghívásos alapokon működő japán reikitársaság, amelyet 1922-ben Uszui Mikao, a reikigyakorlatok megalkotója alapított.

## Története
Uszui a szervezetet néhány hónappal azt követően alapította meg, hogy a Kurama-hegyen állítása szerint megvilágosodott és egy misztikus kinyilatkoztatás segítségével megalkotta a reikit. A mester az első dojót a japán fővárosban, Tokióban alapította meg a Harajuku kerületben, Meidzsi császár síremlékének közelében, akinek munkássága nagy hátassal volt rá a reiki alapjainak kidolgozásakor. Ez ugyanakkor nem teljesen tisztázott, más források szerint a tradicionális szervezetet valójában Juzaburo Ushida ellentengernagy, Uszui egyik legelső tanítványa alapította meg 1926-ban vagy 1927-ben. Eszerint valójában a szervezet saját maga írta át történetét némileg a későbbi években így emlékezve meg Uszuiról, akit visszamenőlegesen neveztek meg az első elnökként, így lett Ushida a második a sorban.
A társaságnak nagy szerepe volt abban, hogy a reiki már a kezdeti években nagy népszerűségre tett szert. A módszert széles körben maga Uszui szenszej terjesztette el számos külföldi utazása során, Japánban pedig a kezdeti években a szervezet tartotta fenn az érdeklődést iránta.
AZ 1920-as években Japánban betiltották a különféle kézrátétellel való gyógyítást ígérő és más hasonló módszereket, így számos ezzel foglalkozó szervezet kényszerült hivatalosan felfüggeszteni tevékenységét, vagy vallási jellegű csoporttá alakulni, mivel a törvények ilyen keretek között lehetővé tették ezen technikák gyakorlását. Mindez ugyanakkor az Uszui Reiki Rjóhó Gakkait nem érintette, elsősorban azért, mert annak számos magas rangú tagja és több elnöke is a társadalom magasabb rétegeiből és a hadsereg vezetői közül került ki, és politikai tevékenységet sem folytattak. Ennek ellenére sokan még a mai napig is azt hiszik a szervezetről, hogy vallási alapon működik.
Uszui 1926-ban meghalt, a következő években pedig a magas rangú tagok közül volt, aki öngyilkosságot követett el és olyan is, aki teljesen visszavonult a nyilvánosságtól. A második világháborút megelőző években így a szervezet bezárkózott, és minden kapcsolata megszakadt a nyugati reiki gyakorlókkal.

### A világháború után
A világháborút követő évtizedekből viszonylag kevés információ áll rendelkezésre a szervezetről. Tevékenységüket olyan zártan, a nyilvánosság elől rejtve végezték, hogy nagyon sokáig a legtöbben még a reiki legmagasabb szintű gyakorlói közül is úgy gondolták, hogy a reiki Japánban valójában kihalt, és egészen 1976-ig Takata szenszej volt az egyetlen élő reiki mester. Arra, hogy a szervezet valójában átvészelte ezeket az évtizedeket, csak akkor derült fény, amikor Mieko Mitszui újságíró a technika alapjait kutatva rájuk bukkant 1985-ben.
Egyes elméletek szerint ugyanakkor az is lehetséges, hogy a japán reiki ebben az időszakban ténylegesen eltűnt, és az Uszui Reiki Rjóhó Gakkait csak a későbbi években alapították és szervezték meg újra, amikor a módszer ismét kezdett népszerűvé válni a szigetországban.

### Napjainkban
A szervezet napjainkban is igen zárt és keveset árul el mind magáról, mind az általa ápolt és gyakorolt technikákról. Éppen ezért nem tudjuk biztosan, hogy Ushida 1935-ös halálát követően kik viselték az elnöki tisztséget. A kevés információ alapján ugyanakkor valószínűsíthető, hogy a szervezetnek az ellentengernagyot követően és az elnöki tisztséget jelenleg is (1999 óta) betöltő Maszajosi Kondo között négy további elnöke volt.
A Gakkai története során olyan is előfordult, hogy a szervezetnek több mint nyolcvan csoport működött, jelenleg ugyanakkor mindössze öt van belőlük. A teljes tagság mintegy 500 emberre tehető, akik közül tucatnyian vannak azok, akik a legmagasabb, sinpiden szinten állnak. Hiroshi Doi, a szervezet egyik állítólagos tagja szerint a Gakkai központja jelenleg is a fővárosban, Tokióban található, a tagság pedig hetente tart gyűléseket (shujo kai).
A tagoknak a szervezet egy reiki útmutatót ad ki, amelyet két korábbi elnök, Kodzsama és Wanami állítottak össze. A könyvben többek között megtalálható a Gakkai története és céljai, illetve a szervezet adminisztratív rendszerének leírása is. Emellett a reiki módszer alapjait, a különféle technikákat, gyakorlatokat is részletezi, illetve útmutatásokat, kommentárokat tartalmaz magas rangú reiki mesterektől és egészségügyi szakemberektől.
A Gakkai egy másik dokumentumot is kiad tagjai számára, a Reiki Rjóhó Hikkeit, egy 68 oldalas útmutatót, amely a reiki technikákkal foglalkozik. Ez egy amolyan bevezető, amelyet a kezdő szintű (shoden) tanulóknak mutatja be a reiki alapjait kérdezz-felelek formában. A Hikkei szerzője ismeretlen, de többek szerint magának Uszui mesternek a szavait tartalmazza. Összeállítását 1970-ben Kimiko Kodzsama, a szervezet hatodik elnöke végezte el.

## A szervezet elnökei
- Uszui Mikao (1865–1926), első elnök, alapító: A reiki módszer megalapítója.
- Juzaburo Ushida (1865–1935), második elnök: A japán hadiflotta ellentengernagya, Uszui szenszej egyik legelső és legodaadóbb tanítványa, egyes források szerint az Uszui Reiki Rjóhó Gakkai valódi alapítója. Az ő nevéhez köthető a reiki számos alapelvének lefektetése és sok írás, dokumentum megalkotása. Nagy szerepe volt abban is, hogy utazási és kapcsolatai révén elősegítette a reiki elterjedését.
- Kannicsi Taketomi (1878–1960), harmadik elnök: A japán hadiflotta ellentengernagya. A reikiben elsősorban a befogadásra, illetve a betegségek lehető legalaposabb és legpontosabb diagnosztizálására fektette a hangsúlyt. A második világháború idején Kiotóba evakuált, majd később visszatért Tokióba, ahol az Inokashira dojóban tartott foglalkozásokat.
- Joshiharu Watanabe, negyedik elnök: Filozófus, tanár. A kezelésekre helyezte a hangsúlyt, a háború után a szervezet Tokiói központjában dolgozott.
- Hoicsi Wanami (1883–1975), ötödik elnök: A japán hadiflotta altengernagya. Az egészséges életmódra, az egészség megőrzésére helyezte a hangsúlyt tanításaiban, elsősorban az idősebbekre koncentrált. Bizonyos források szerint 90 éves korában megmászta a Fudzsi-hegyet. Az 1950–60-as években sokat utazott a Gakkai helyi szervezeteinek tagjait tanítva, a reikit népszerűsítve.[6]
- Kimiko Kodzsama (1906–1999), hatodik elnök: elnöksége idején mintegy 600 főre rúgott a Gakkai tagsága, akik havonta négy alkalommal gyűltek össze. Fontosnak tartotta, hogy mindenkivel személyesen foglalkozzon. Számos fontos írás, dokumentum fűződik a nevéhez, amelyeket a Gakkaion belül használnak.
- Maszajosi Kondo, hetedik elnök: jelenleg is ő tölti be a vezető tisztséget.